# Naturschutzgebiet Rosetal
Das Naturschutzgebiet Rosetal ist ein 10,94 ha großes Naturschutzgebiet östlich von Drolshagen im Kreis Olpe in Nordrhein-Westfalen. Es wurde 2008 vom Kreistag mit dem Landschaftsplan Nr. 4  Wenden – Drolshagen ausgewiesen. Das NSG besteht aus zwei Teilflächen. Die Bundesstraße 55 liegt direkt nördlich des NSG.

## Gebietsbeschreibung
Bei dem NSG handelt es sich um Bachbereiche mit Aue. In der Aue gibt es Feuchtgrünlandkomplexe. Im Feuchtgrünland finden sich seltenen Arten wie Sumpfveilchen, Faden-Binse und Verkannte Gelbsegge.